# Hoftheater Donaueschingen

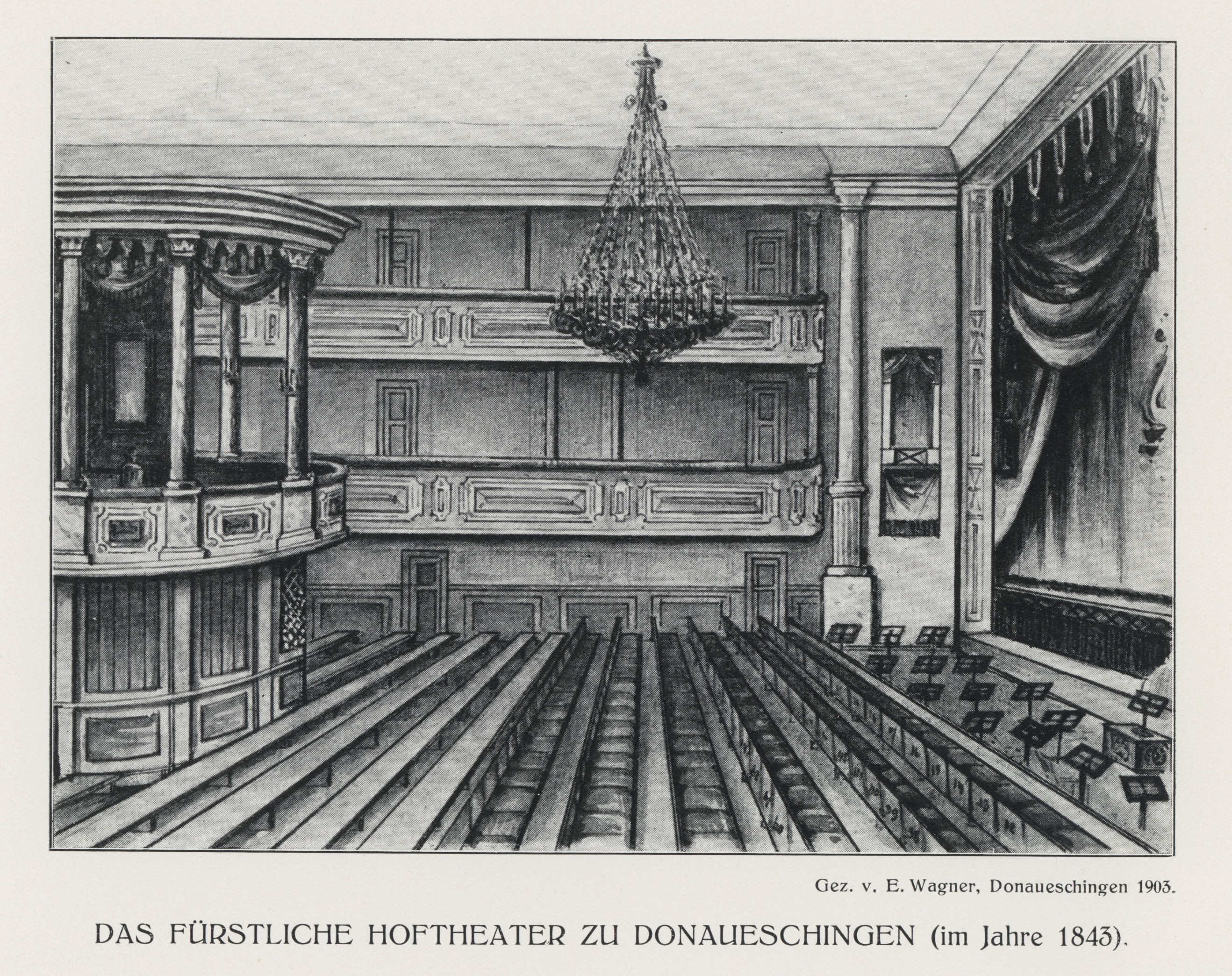
Das Fürstlich Fürstenbergische Hoftheater zu Donaueschingen (im Jahre 1843)

Das Hoftheater in Donaueschingen war ein Theater der Fürsten zu Fürstenberg, das 1774 in der ehemaligen Reitschule errichtet wurde und am 28. April 1850 abbrannte und daraufhin nicht wieder aufgebaut wurde. Bis dahin wurden Schauspiele und Opern aufgeführt, unter anderem unter der Leitung der Hofkapellmeister Konradin Kreutzer und Johann Wenzel Kalliwoda.